# 王人傑
王人傑（1993年2月10日—），男，臺灣籃球運動員，場上主打前鋒位置。

## 生平
王人傑擁有泰雅族血統，出身能仁家商與醒吾科技大學，2014年9月在超級籃球聯賽新人選秀會第二輪獲得台灣啤酒青睞。
2009年11月曾代表中華臺北征戰U16亞青男籃賽。

## 外部連結
- 王人傑在fiba.basketball（英语）
- 王人傑在archive.fiba.com（存檔）（英语）
- 王人傑在Eurobasket.com（球員）（英语）